# Пітер Аспе
Пітер Аспе (нід. Pieter Aspe, 3 квітня 1953, Брюгге — 1 травня 2021) — бельгійський письменник. Справжнє ім'я — П'єр Аспеслаг (нід. Pierre Aspeslag). Жив і працював у Бланкенберге. Писав детективні романи й до 2014 року написав понад 35 книг. У Бельгії люди часто асоціюють Аспе з бельгійським пивом Дювель (нід. Duvel), тому що він часто пив цей сорт пива.

## Біографія
Пітер Аспе вивчав латину і природничі науки в Брюгге. Після закінчення середньої школи він вступив на факультет політичних і соціальних наук Гентського університету, але не закінчив його.
До того, як він став письменником, Пітер Аспе часто змінював професії. Працював продавцем, фоторепортером, консьєржем у Базиліці святої Крові Христової в Брюгге, реставратором меблів тощо. Його письменницька кар'єра розпочалася лише 1995 року, коли він написав книгу Квадрат помсти (нід. Het vierkant van de wraak). Ця книга була першою з серії про комісара Пітера Ван Іна (нід. Pieter Van In) і Ханнелоре Мартенс (нід. Hannelore Martens). Більшість його книг входила до цієї серії.
На початку серпня 2006 року у нього стався серцевий напад прямо на вулиці. Його відразу ж госпіталізували і зробили операцію. Після операції він був помічений, коли він пив пиво Дювель разом з кардіологом. Цей інцидент викликав багато реакцій, але кардіолог Аспе сказав, що пиво — добре для холестерину.
Пітер Аспе одружився з Бернадетою й у них народилися двоє дочок, Тесса (1972) і Міра (1974). У нього також дві внучки, Ліса (2000) й Елін (2013). Йоріс Ван Хулле (нід. Joris Van Hulle) написав біографію Пітера Аспе 2012 року: Пітер Аспе, портрет незвичайного таланту (нід. Pieter Aspe, Portret van een toptalent). У Брюгге є пішохідний маршрут, за яким можна відвідати місця, які згадуються в книгах Аспе.

## Творчість
Пітер Аспе писав детективні романи. У середньому він писав дві книги на рік. Найголовнішим персонажем є комісар Пітер Ван Ін. Ван Ін — грубий і впертий чоловік середнього віку, завзятий курець, часто свариться з іншими персонажами. Він людина-одинак, якому подобається бельгійське пиво Дювель. У книгах з'являється ще важливий персонаж: Ханнелоре Мартенс. Вона спочатку працює в прокуратурі, а потім стає судовим слідчим. У книгах Ван Ін і Мартенс закохуються і одружуються й у них народжуються троє дітей.
Аспе написав понад 30 книг за участю цих персонажів. Серія про Пітера Ван Іна і Ханнелоре Мартенс є найпопулярнішими книгами в творчості Аспе. Зазвичай він писав книги про місця, які він добре знає. У більшості книг події відбуваються в Брюгге, де він виріс, а деякі в Бланкенберге, де він жив.
Перші десять книг, події в яких відбуваються в Брюгге, екранізовані в серіалі Аспе (нід. Aspe). Після цих десяти, за згоди самого Пітера Аспе, зняли ще більше серій, які не були засновані на книгах, але були в тому ж жанрі. 2014 року показувався десятий і останній річний серіал по бельгійському телебаченню. Після першого показу серіалу Аспе, продаж книг Пітера Аспе дуже зріс. У грудні 2008 року Аспе вже продав більш ніж 1,5 мільйона книг у Бельгії і Нідерландах.
Є ще чотири комікси, героєм яких є Пітер Ван Ін як із книг, так і з серіалу. Поряд з серією про Пітера Ван Іна, Пітер Аспе ще написав дві книги для молоді: Кровні узи (нід. Bloedband) і продовження Повітряна пошта (нід. Luchtpost) і ще чотири інших трилери. На замовлення бельгійської газети Het Nieuwsblad, Пітер Аспе написав книгу Dekmantel. Це коротке оповідання, яке з'явилося в газеті у вигляді семи епізодів у серпні 2009 року.
Кілька його книг було перекладено й видано у Франції, США, Німеччині, Італії, Іспанії, Польщі, Чехії та Південно-Африканській Республіці, Росії.
У квітні 2014 року видавець Пітера Аспе опублікував відео, у якому можна побачити сильно побитого Пітера Аспе. Відео було рекламним трюком для нової книги (Біль)³ (нід. (Pijn)³).

## Нагороди
Пітер Аспе отримав за свою творчість декілька нагород. 2001 року він отримав нагороду Еркюль Пуаро за книгу Мирна жертва (нід. Zoenoffer), 2002 року — Humo's Gouden Bladwijzer за книгу П'ята влада (нід. De vijfde macht), а 2010 року він отримав нагороду Еркюль Пуаро за всю творчість. Останню нагороду отримали тільки 3 людини.